# Paullinia pteropoda
Paullinia pteropoda är en kinesträdsväxtart som beskrevs av Moc. & Sesse ex och Dc.. Paullinia pteropoda ingår i släktet Paullinia och familjen kinesträdsväxter. Inga underarter finns listade i Catalogue of Life.